# Hidden Place (single)
Hidden Place is een single van de IJslandse zangeres Björk afkomstig van het album Vespertine.

## Videoclip
In de videoclip van Hidden Place is Björk constant met haar hoofd frontaal in beeld en wordt er soms met de camera naar een bepaald punt gericht. Er komen als het ware wormen en andere glibberige dingen door haar neus, ogen en mond. Er staat een flinke wind in haar haren waardoor je niet altijd haar gezicht kunt zien. De clip is geregisseerd door Inez + Vinoodh & M/M Paris.

## Betekenis
Hidden Place gaat over (zoals veel nummers op Vespertine waaronder ook Pagan Poetry en Cocoon) liefde tussen man en vrouw. Met Hidden Place bedoelt Björk de mogelijkheid om een paradijs te vormen door alleen maar samen te zijn.

## Uitgaven
Hidden Place is op twee verschillende cd-singles en een dvd-single uitgegeven. De dvd bevat de videoclip.
- cd-single 1 en dvd-single

1. Hidden Place (edit)
2. Generous Palmstroke
3. Verandi

- cd-single 2

1. Hidden Place (a capella)
2. Mother Heroic
3. Foot Soldier

Hidden Place is ook inbegrepen bij het verzamelalbum Greatest hits uit 2002